# Manual
Manual (баланс, вимовляється «меньюал») — їзда на двох парних коліщатках скейта або на задньому/передньому колесі велосипеда, не торкаючись землі рештою коліс. Часто виконується як зв'язка декількох трюків, наприклад kickflip to manual shove it out на скейті або manual to tailwhip на велосипеді.

## Різновиди
- Nose Manual — баланс на передніх колесах;
- Switch Manual, Fakie Manual — баланс в Switch або Fakie-стійці
- Wheelie — баланс на одному задньому колесі скейтборду. Для велосипедиста Wheelie — їзда на задньому колесі, утримуючи баланс заднім гальмом та підкруткою педалей. Власне ж manual — утримання рівноваги виключно тілом, педалі при цьому не крутяться.
- Nose wheelie — баланс на одному передньому колесі скейтборду або велосипеда;
- One foot manual — баланс на двох колесах, причому на скейті розташований тільки одна нога.